# Longbridge
Longbridge je oblast na jihozápadě Birminghamu v Anglii. Pro účely místní správy se jedná o oddělenou oblast v rámci vlády Birminghamu společně s částmi Northfield a Kings Norton.

Od roku 1905 byla oblast z větší části tvořena a "ovládána" závodem Longbridge plant, který vyráběl automobily značek Austin, Nash Metropolitan, Morris, British Leyland, MG Rover a nejnověji také MG Motor UK. Továrna se po kolapsu MG Rover Group v dubnu 2005 uzavřela a některé části starších úseků byly zdemolovány. Společnost, která se přejmenovala na MG Motor UK (vlastněna rádoby partnerem bývalé MG Rover Group, SAIC), obnovila v továrně plnou produkci sportovního vozu MG TF v srpnu 2008 a na konci roku 2010 začala i konečná montáž nového modelu MG 6.